# Tarcza grenlandzka
Tarcza grenlandzka – tarcza kontynentalna należąca do platformy laurentyjskiej (północnoamerykańsko-grenlandzkiej). Zajmuje niemal całą Grenlandię, bez jej skrajnych części wschodnich i północnych. Powstała w okresie kredy, kiedy ryft Morz Baffina oddzielił ją od tarczy kanadyjskiej. Ze względu na lądolód grenlandzki skały tej tarczy znane są tylko z części brzeżnej. Najstarsze z nich pochodzą z archaiku i są datowane na ok. 3,75 mld lat. Do tego kompleksu należą gnejsy, migmatyty, kwarcyty i łupki krystaliczne. Najmłodsze skały mają ok. 945-800 mln lat, są to przede wszystkim ze skały wylewne oraz szarogłazy.